# يان باهور
يان باهور (بالسلوفينية: Jan Pahor)‏ هو لاعب كرة قدم سلوفيني في مركز الدفاع، ولد في 10 يونيو 1986 في كوبر في سلوفينيا. شارك مع منتخب سلوفينيا تحت 21 سنة لكرة القدم. أما مع النوادي، فقد لعب مع نادي غوريتسا ونادي كوبر ونيا سلاميس فاماغوستا.

## وصلات خارجية
- يان باهور على موقع قاعدة بيانات كرة القدم.إي يو (الإنجليزية)
- يان باهور على موقع Soccerway.com (الإنجليزية)